# 水鼩鼱屬
水鼩鼱屬（学名：Neomys），哺乳綱鼩鼱科的一屬，而與水鼩鼱屬（水鼩鼱）同科的動物尚有荒漠鼩鼱屬（荒漠鼩鼱）、鼩鼱屬（高山鼩鼱）、蹼麝鼩屬（蹼麝鼩）、墨西哥大鼩鼱屬（墨西哥大鼩鼱）等之數種哺乳動物。

## 下属分类
本科包括以下属：
- 南歐水鼩 Neomys anomalus Cabrera, 1907
- 水鼩鼱 Neomys fodiens (Pennant, 1771)
- Neomys milleri Mottaz, 1907
- Neomys teres Miller, 1908